# Velký spor o obřady
Velký spor o obřady (čínsky v českém přepisu Ta-li-i, znaky 大禮議) v čínské říši Ming v letech 1521–1524 byl spor mezi císařem Ťia-ťingem a jeho velkými sekretáři podpořenými většinou úředníků o status císařových rodičů. Roku 1521 zemřel bezdětný císař Čeng-te, po něm nastoupil na trůn jeho bratranec Ťia-ťing. Velcí sekretáři a většina úředníků v čele s Jang Tching-cheem prosazovali adopci Ťia-ťinga císařem Chung-č’, aby se tak stal mladším bratrem svého předchůdce Čeng-tea. Ťia-ťing adopci odmítal a požadoval posmrtné udělení císařské hodnosti svým rodičům. Vleklý spor nakonec císař vyřešil odvoláním Jang Tching-chea, další odpůrci byli uvězněni, zbiti nebo vypovězeni do okrajových oblastí říše.

## Vznik sporu
Čeng-te, císař říše Ming, zemřel 20. dubna 1521 bez přímého dědice (syna). Novým císařem se stal jeho nejbližší mužský příbuzný, mladý (narozený roku 1507) bratranec Ču Chou-cchung jako císař éry Ťia-ťing. Ču Chou-cchung byl synem Ču Jou-jüana († 1519), knížete ze Sing, mladšího bratra císaře Chung-č’ a strýce císaře Čeng-te. Dosazen byl z rozhodnutí prvního velkého sekretáře Jang Tching-chea a velké císařovny vdovy Čang (vdovy Chung-č’a a matky Čeng-teho) s podporou stávajících ministrů a úředníků, obávajících se případných sporů o trůn.
Ču Chou-cchung žil na svém údělu v An-lu, ve střední Číně. V den císařovy smrti Jang Tching-che s podporou eunuchů ze správy obřadů a císařovny vdovy Čang vydal edikt vyzývající knížete k příjezdu do Pekingu a nástupu na trůn. Problémy s třináctiletým mladíkem se nečekaly.
Ču Chou-cchung v An-lu oficiálně přijal delegaci oznamující mu edikt císařovny vdovy Čang, souhlasil s nástupem na trůn a 7. května se vydal do Pekingu. Dne 26. května je 30 km před Pekingem úředníci ministerstva obřadů seznámili s plány dalšího postupu, a objevily se první potíže – Ču Chou-cchung požadoval vstup do města hlavní branou, jako císař; nikoliv boční branou jako kníže. Neustoupil ani naléhání Jang Ting-chea, který osobně přijel na předměstí. Prosadil si vstup do města s císařskými poctami a téhož dne, 27. května 1521, slavnostně usedl na trůn.
Jang Tching-che požadoval k potvrzení legitimity nového císaře jeho formální adopci císařem Chung-č’, aby se de iure stal mladším bratrem zemřelého Čeng-tea. Jangem prosazovaná adopce Ťia-ťinga Chung-č’em by zachovala nepřerušenou císařskou linii a dala Ťia-ťingovu nástupu legitimitu a legalitu. Ťia-ťingův otec Ču Jou-jüan totiž nebyl synem císařovny, ale pouze jedné z vedlejších manželek, a proto neměl nástupnické právo na trůn.
Obřady k uctění (adoptivního) císařského otce byly v Jangově pojetí státní záležitostí a proto mnohem důležitější než rodinná otázka ctění Ťia-ťingova biologického otce. Jang Ting-che ale špatně odhadl císaře, když nevzal v úvahu hloubku jeho citů k otci. Císař s adopcí nesouhlasil, protože nechtěl své rodiče prohlásit za strýce a tetu. Naopak „aby byly hodnosti uvedeny do souladu“ navrhoval své rodiče povýšit do císařského stavu.

## Průběh sporu

### 1521–1522
Když přijela k Pekingu Ťia-ťingova matka paní Ťiang (24. října dorazila do nedalekého Tchung-čou), ministerstvo obřadů ji chtělo přijmout jako knížecí manželku, zatímco císař žádal její přijetí jako matky císaře. Ona také odmítla vstoupit do města jako pouhá kněžna.  Chování paní Ťiang vyvolalo masivní protesty úředníků. Deprimovaný císař, tlačený k označování své (biologické) matky za tetu, začal mluvit o své rezignaci, když se na jeho stranu postavil první úředník – Čang Cchung, čerstvý absolvent úřednických zkoušek, spisem Otázky a odpovědi o velkých obřadech. Ani Ťia-ťing, ani Jang Tching-che nebyli ochotni ustoupit a neměli sílu k sesazení druhého. Jang Tching-che rozhodně prosazoval svůj názor a odstranil ode dvora každého úředníka, který se odvážil podpořit panovníka, Čang Cchunga nechal přeložit do Nankingu na ministerstvo trestů. Situaci odblokoval kompromisní návrh ministra obřadů Mao Čchenga, podle něhož ediktem císařovny vdovy Čang získali císařskou hodnost Ťia-ťingův otec, matka a babička, paní Šao. Až poté, po dvoutýdenním čekání, 2. listopadu, vstoupila paní Ťiang do Pekingu a Zakázaného města s císařskými poctami.
Císař tak dokázal vnutit svou vůli vládě. Avšak císařovna vdova Čang nadále odmítala uznat císařskou hodnost paní Ťiang. Ve sporu Jang Tching-che mimo jiné poukázal na odmítnutí nových titulů Nebesy, když z nejasných příčin vypukl požár paláce Ťia-ťingovy matky. V prosinci 1522 Ťia-ťingova matka zemřela a Jang Tching-che rozhodl o pouze jednodenním smutku za ní.

### 1523 – červenec 1524
Po celý rok 1523 nebyl císař schopen přimět Jang Tching-chea, ani ostatní velké sekretáře, k poslušnosti. Nové kolo diskuzí začalo v únoru 1524, kdy se k panovníkovi dostalo memorandum tajemníka oddělení nankingského ministerstva trestů Kueje E, podporujícího císařův postoj. Císař požádal vysoké úředníky o vyjádření (což byla obvyklá praxe) – a do týdne se sešlo 82 odmítavých podání podepsaných cca 250 úředníky; pouze Kuej E, Čang Cchung, Chuo Tchao a Siung Ťie stáli na straně císaře, později se k nim přidal Fang Sien-fu, a vlivní úředníci z provincií Si Šu a Jang I-čching nespojení s mocí učenců akademie Chan-lin v hlavním městě (z akademie pocházeli velcí sekretáři). Nikdo z nich však nebyl přítomen v Pekingu. V polovině března císař prohlásil, že spor se musí řešit tak, aby císařská linie byla ochráněna a jeho potřeba ctění rodičů uspokojena; a začal své stoupence povolávat do Pekingu. Nejvyšší postavení z nich měl Si Šu, náměstek nankingského ministra vojenství.
Dne  15. března 1524 Jang Tching-che rezignoval, byl už starý, čtyřiašedesátiletý, a frustrovaný z císařova sebeprosazování. U dvora poté vzplála ostrá diskuze doprovázená obviněními z frakcionářství a narážkami na předčasnou smrt některých odpůrců Jang Tching-cheovy strany v minulých letech. S oslabením sekretariátu získal panovník více volnosti v personálních otázkách, což se projevilo koncem dubna 1524, když ministr obřadů Wang Ťün zažádal o rezignaci a krátce poté zemřel. Císař odmítl kandidáty na uvolněné místo navržené ministerstvem státní správy a jmenoval ministrem obřadů Si Šua.
Císařovo „svévolné“ jmenování ministra vyvolalo bouři protestů s tím, že dosud byli ministry obřadů jmenováni pouze členové akademie Chan-lin doporučení ministerstvem státní správy a panovník nedodržel žádné z těchto pravidel. Odpůrci Si Šua ho v červenci 1524 obvinili z korupce a neschopnosti při řešení hladomoru v Chu-kuangu, Si Šu reagoval žádostí o důsledné vyšetření obvinění s tím, že naopak zachránil milion lidí. A také prohlásil, že mnoho úředníků se bojí postavit většinovému názoru, ačkoliv s ním nesouhlasí.
Debata se zatím přesunula k otázce svatyně k uctění císařova otce a vyostřila. Kvůli nesouhlasu s císařovým požadavkem na postavení svatyně pro svého otce, jmenováním Si Šua a povoláním Čang Cchunga a Kueje E (kteří sloužili v Nankingu) do Pekingu podal 2. června 1524 demisi Jang Tching-cheův nástupce, první velký sekretář Ťiang Mien. Císař rezignaci přijal; svatyně byla dokončena 10. července 1524.
Čang Cchung a Kuej E přijeli do Pekingu koncem června 1524; jejich prohlášení na podporu panovníka vyvolala bouři protestů, tři desítky tajemníků úřadů dohledu a přes čtyřicet cenzorů podepsalo obvinění proti nim (z šíření falešných a nesprávných názorů). Dvojice žádala veřejnou debatu, a císař je 13. července jmenoval do akademie Chan-lin – Čang Cchunga a Kueje E kancléři, Fang Sien-fua akademikem. Jmenování vyvolalo nové kolo protestů ze strany akademiků i kontrolních úředníků s tím, že do vysokých úřadů nelze jmenovat kariéristy snažící se zalíbit panovníkovi. Císař naopak prohlásil, že jsou loajální, čestní a kvalifikovaní. Na to přes sedmdesát dozorčích tajemníků a cenzorů reagovalo požadavkem popravy dotyčných – za to, že obloudili panovníka. 22. července 36 mladších členů akademie Chan-lin na protest rezignovalo, v jejich čele stál Jang Šen, syn Jang Tching-chea. Jak přicházely další jednotlivé protesty, císař začal jejich původce uvrhovat do vězení.

### Krize v srpnu 1524 a vyřešení sporu
Dne 5. srpna rezignoval na protest ministr státní správy. Dne 11. srpna císař přikázal ministerstvu obřadů připravit program uctění Nebes, Země a předků plánovaného na 15. srpna, přičemž zakázal použít slovo „rodná“ v titulu své matky. Čang Cchung a Kuej E totiž císaře na jaře 1524 upozornili, že slovo „rodná“ naznačuje, že císař má i jinou matku, adoptivní. Ministr Si Šu ještě nepřijel do Pekingu, ministerstvo proto vedl náměstek Ču Si-čou, který požadavek na vyškrtnutí onoho slova odmítl s tím, že se používá už tři roky od kompromisu dosaženého roku 1521, kdy přece císař uznal Chung-č’a jako svého adoptivního otce. A že obřady nelze měnit. Velcí sekretáři Mao Ťi a Š’ Jao císaře nepodpořili. Učenci z akademie Chan-lin i opoziční úředníci v kontrolním úřadu a ministerstvech protestovali proti změně, chápané jako narušení řádných obřadů; císař nechal osm kritiků zatknout.
O tři dny později, 14. srpna, protesty vyvrcholily. Celkem 232 úředníků (zhruba desetina z osazenstva pekingských úřadů) zůstalo po ranní audienci před audienční halou, a v kleče čtyři hodiny skandovalo jména císařů Chung-wua a Chung-č’a. Odmítli odejít bez písemného příkazu; ale ani poté, co byl vydán, neodešli a naopak začali tlouct do dveří paláce. V polovině odpoledne císaři došla trpělivost a nechal je všechny zatknout gardou ve vyšívaných uniformách. Vysoké i nízce postavené úředníky propustil, prostředních 134 nechal o pět dní později zbít tak, že 17 z nich zemřelo. Všichni účastníci demonstrace byli různými způsoby potrestáni – snížením úřední hodnosti, přeložením mimo Peking, posláním na hranice, nebo vyloučením z úřednického stavu.
Ceremonie 15. srpna proběhla v souladu s přáním císaře. První velký sekretář Mao Ťi rezignoval se ctí 23. srpna, nahradil ho Fej Chung. který během sporů manévroval mezi císařem a úřednickou opozicí.
Císař se svůj postoj snažil vysvětlit a odůvodnit, proto nechal Čang Cchunga sestavit Ming-lun ta-tien, sbírku argumentů pro císařské stanovisko, dokončenou a zveřejněnou v červnu 1528.
I po událostech přetrvala nespokojená opozice, císař si však nepřál hony na čarodějnice a potíral ji jen neochotně, na druhou stranu však odmítal omilostnit již postižené. Nesouhlasil ani s návrhem Si Šua na čistky pod heslem boje proti korupci s tím, že špatnosti éry Čeng-te byly již vyřešeny a nové čistky jsou nevhodné.

## Následky sporu
Původně nevýznamný spor během let nabyl na důležitosti a měl značné nepřímé důsledky. Si Šu byl patron konfuciánského učence a reformátora Wang Jang-minga a v diskuzích vycházel z jeho argumentace. Spor tak přispěl k rozšíření Wangova učení. Současně se pro potřeby diskuzí, v nichž se argumentovalo precedenty a starými texty, rozvíjelo kritické studium a interpretace textů a rostla kritika konzervativních postojů akademie Chan-lin.
Císař Ťia-ťing si během sporu vybojoval nezávislost na velkých sekretářích a nadále rozhodoval spíše sám, dle svého úsudku, než aby s nimi diskutoval, nebo jen potvrzoval jejich návrhy. Dotčení učenci toto kritizovali jako despotismus neodpovídající tradičnímu způsobu vládnutí.